# Jiří Malec
Jiři Malec född 24 november 1962 i Vlastibor (Vlastibořice) i Liberec (Liberecký kraj), är en tjeckoslovakisk tidigare backhoppare som var aktiv 1985 till 1990. Han representerade DUKLA Liberec.

## Karriär
Jiří Malec debuterade i världscupen 23 mars 1985 i Štrbské Pleso. Han blev nummer 11 i första världscuptävlingen. Han var bland de tio bästa i deltävlingar i världscupen fyra gånger i karriären. En gång kom han på prispallen i en världscuptävling, i Meldal i Norge, 18 mars 1988. Hans bästa världscupsäsong var säsongen 1988/1989 då han blev nummer 29 totalt.
Vid vinter-OS i Calgary 1988 vann han brons i individuell hoppning i normalbacken i Canada Olympic Park. Matti Nykänen vann tävlingen med god marginal och med bästa hoppet i båda omgångarna. Kampen var dock hård om de andra medaljerna. Jiří Malec lyckades vinna bronsmedaljen, 0,3 poäng efter landsmannen Pavel Ploc som vann silvermedaljen. Malec var 0,6 poäng före jugoslaven Miran Tepeš på fjärdeplatsen. I stora backen blev Malec nummer 24. Tjeckiska laget kom på fjärdeplats i OS-historiens första lagtävling i backhoppning. Finland blev historisk då laget vann före Jugoslavien och Norge. 
Malec deltog i Skid-VM 1989 i Lahtis där han startade i tävlingen i normalbacken (K-punkt 90 meter) og blev nummer 19. Han tävlade i två världscuptävlingar säsongen 1989/1990 i hemlandet Tjeckoslovakien och avslutade backhoppskarriären efter världscuptävlingen på hemmaplan i Liberec 14 januari 1990.  
Tillsammans med Jan Boklöv räknas han som den som gjorde att V-stilen slog igenom i internationell backhoppning.